# Meelbes
De meelbes (Sorbus aria) is een plant uit de rozenfamilie (Rosaceae) die van nature voorkomt in Midden- en Zuid-Europa. De soort komt voor in bosachtige streken en op berghellingen. De boom prefereert een kalkhoudende grond. Meelbessen zijn goed bestand tegen luchtvervuiling, ze worden dikwijls in steden aangeplant. Dit betreft vaak cultivars.
De boom kan 25 m hoog worden. De kroon is koepelvormig door de omhoog groeiende takken. De soort heeft een gladde, grijze schors met later ondiepe richels die afschilferen. Bij jonge bomen zijn de twijgen bruin en behaard; later worden ze glad en grijs. Op de twijgen zitten groene, eivormige knoppen met een witte behaarde punt en bruine voet. De knoppen kunnen 2 cm lang worden.
De bladeren zijn elliptisch en hebben een ondiep getande of gelobde bladrand. Van boven is het blad dofgroen; de onderzijde is dichtbehaard met witte haartjes. Hierdoor krijgt de boom een glinsterend wit uiterlijk als de bladeren verschijnen. De herfstkleur is eerst geel, later bleekbruin en ten slotte bleekgrijs.
De bloemen zijn wit en hebben een doorsnede van 1,5 cm. Ze zijn bevestigd aan witte, wollige bloemstelen en staan in een tuil. De vruchten zijn eivormig en hebben een doorsnede van 0,8-1,5 cm. Als ze rijp zijn, hebben ze een scharlakenrode kleur. De zaadverspreiding geschiedt met behulp van vogels.

## Toepassingen
De boom levert hard, zwaar en taai hout dat geelwit is en fijn van structuur. Het wordt soms gebruikt voor handvatten en voor triplex. Van de vruchten wordt gelei gemaakt. Thee van gedroogde vruchten werkt volgens de kruidengeneeskunde tegen maagklachten en is vochtafdrijvend.